# Forró dos Cumpadre
Forró dos Cumpadre é uma canção de forró composta por Nelio Guerson e Carlos Guerson em 1970. Tornou-se muito conhecida no Vale do Aço, Governador Valadares, Minas Gerais, principalmente por seu estilo diferente do forró tradicional executado com acordeon, zabumba e triângulo de metal. Foi gravada em apenas um "take", isto é, em apenas uma seqüência. Não havia letra definida e nada foi combinado previamente entre os músicos no dia da gravação. O genial som do "Tarol" foi criado cruzando-se as cordas "Mi" e "La" na metade do braço do violão acústico. Para efeito de interpretação, foi usado um português diferenciado.